# Arrondissement de Quedlinbourg
L'arrondissement de Quedlinbourg est un arrondissement de l'ouest de l'État de Saxe-Anhalt, qui est absorbé le 1er juillet 2007 dans l'arrondissement de Harz nouvellement créé.

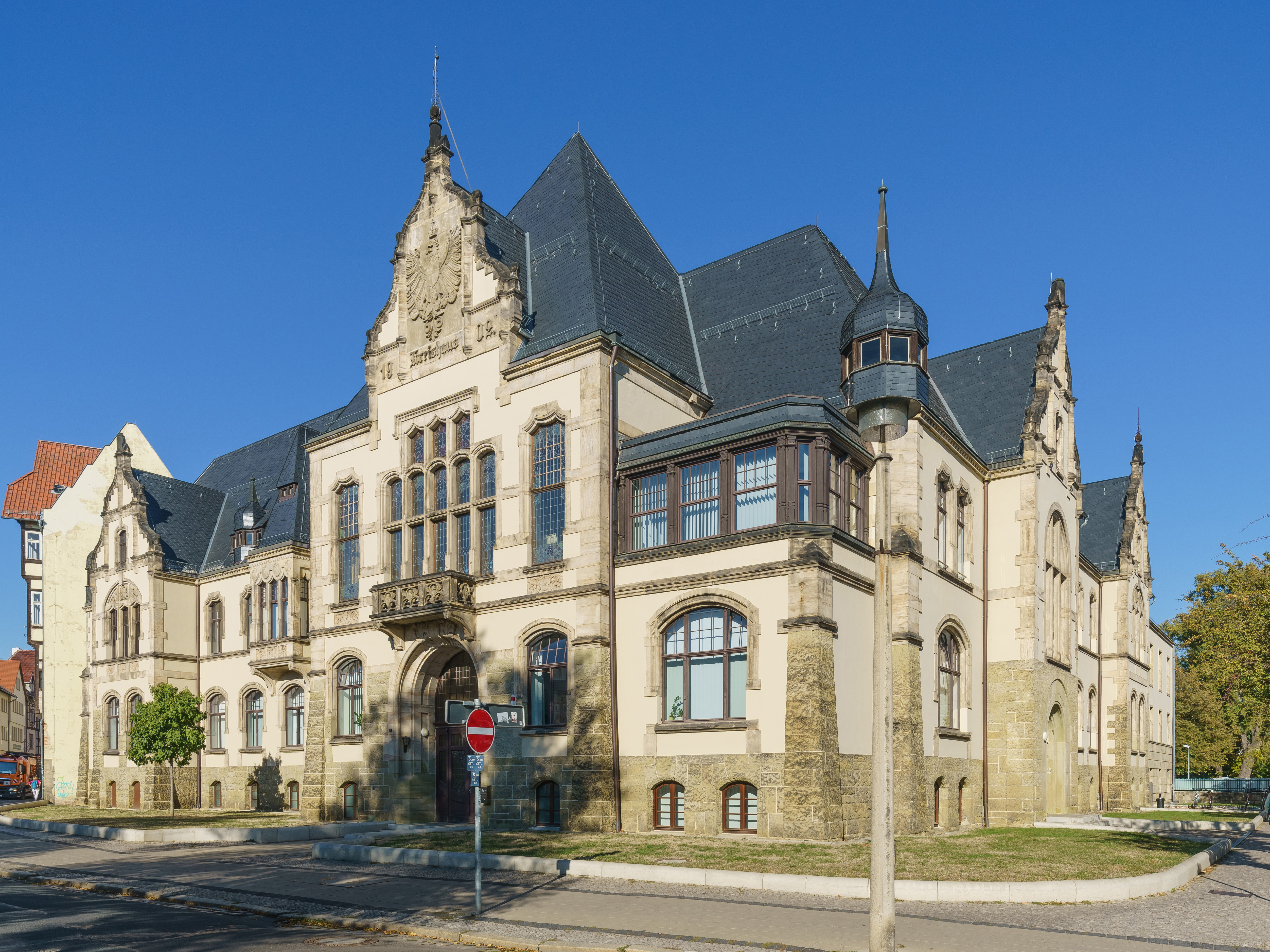
La, siège de l'administration de l'arrondissement

## Géographie
L'arrondissement de Quedlinbourg a une part du Harz dans la zone sud de l'arrondissement. Au nord-ouest, la Bode traverse l'ancien arrondissement. L'arrondissement borde en dernier lieu sept autres arrondissements avec les chefs-lieux d'arrondissement suivants (dans le sens des aiguilles d'une montre, en commençant par le nord-est) :
- Arrondissement d'Halberstadt (de) : Halberstadt (Saxe-Anhalt)
- Arrondissement de la Börde (de) : Oschersleben (Saxe-Anhalt)
- Arrondissement d'Aschersleben-Staßfurt (de) : Aschersleben (Saxe-Anhalt)
- Arrondissement du pays de Mansfeld : Eisleben (Saxe-Anhalt)
- Arrondissement de Sangerhausen (de) : Sangerhausen (Saxe-Anhalt)
- Arrondissement de Nordhausen : Nordhausen (Thuringe)
- Arrondissement de Wernigerode (de) : Wernigerode (Saxe-Anhalt)

## Histoire
Le prédécesseur de l'arrondissement de Quedlinbourg est l'arrondissement d'Aschersleben, créé en 1816 dans la province prussienne de Saxe. Lorsque la ville d'Aschersleben quitte l'arrondissement en 1901, le territoire restant de l'arrondissement devient l'arrondissement de Quedlinbourg. En 1911, Quedlinbourg devient également une ville indépendante. Le 30 septembre 1929, une réforme territoriale a lieu dans l'arrondissement de Quedlinbourg, conformément à l'évolution du reste de la Prusse, dans laquelle tous les districts de domaine indépendants sont dissous et attribués aux communes voisines. Après la dissolution de la province de Saxe le 1er juillet 1944, l'arrondissement appartient à la nouvelle province de Magdebourg. Au printemps 1945, le territoire du l'arrondissement est occupée par les forces américaines.
Le 1er juillet 1950, les frontières de l'arrondissement de Quedlinbourg, qui fait désormais partie du nouvel État de Saxe-Anhalt, sont modifiées par la première réforme administrative de la RDA :
- La ville de Quedlinbourg, indépendante depuis 1911, est intégrée à l'arrondissement de Quedlinbourg.
- Toutes les communes de l'arrondissement dissous de Ballenstedt (de) sont incorporées dans l'arrondissement de Quedlinbourg.
- De l'arrondissement dissous de Blankenburg (de), les villes de Blankenburg et Hasselfelde ainsi que les communes d'Allrode, Altenbrak, Börnecke, Cattenstedt, Stiege, Timmenrode, Treseburg et Wienrode sont incorporées dans l'arrondissement de Quedlinbourg.
- La ville d'Ermsleben et les communes de Dankerode, Königerode et Meisdorf sont transférées de l'arrondissement de Mansfeld-Montagne vers l'arrondissement de Quedlinbourg.
- La commune d'Heteborn est transférée de l'arrondissement d'Oschersleben-sur-la-Bode (de) vers l'arrondissement de Quedlinbourg.
- La commune de Straßberg est transférée de l'arrondissement de Sangerhausen (de) vers l'arrondissement de Quedlinbourg.
- L'arrondissement de Quedlinbourg cède les communes de Groß Schierstedt et Westdorf à l'arrondissement de Bernbourg (de).

Dans le cadre de la grande réforme administrative de 1952, le territoire de l'arrondissement est à nouveau modifiée le 25 juillet 1952 :
- Les villes de Cochstedt, Ermsleben et Hoym ainsi que les communes de Friedrichsaue, Frose, Gatersleben, Hausneindorf, Hedersleben, Heteborn, Königsaue, Meisdorf, Nachterstedt, Radisleben, Reinstedt, Schadeleben, Wedderstedt, Wilsleben et Winningen rejoignent le nouveau arrondissement d'Aschersleben (de).
- Les communes de Groß Börnecke et Schneidlingen font désormais partie du nouveau arrondissement de Staßfurt.
- Les villes de Blankenburg et Hasselfelde ainsi que les communes d'Altenbrak, Börnecke, Cattenstedt, Stiege, Timmenrode, Treseburg et Wienrode rejoignent l'arrondissement de Wernigerode (de).
- Les villes et communes restantes forment l'arrondissement de Quedlinbourg (de).
- Les arrondissements de Quedlinbourg et Aschersleben sont affectés au nouveau quartier de Halle ; les arrondissements de Staßfurt et Wernigerode appartiennent au nouveau district de Magdebourg.

En 1990, l'arrondissement de Quedlinbourg devient une partie du nouvel État fédéral de Saxe-Anhalt. Lors de la première réforme des arrondissements en Saxe-Anhalt en 1994, il est agrandi par les communes de l'arrondissement d'Aschersleben (Hausneindorf, Hedersleben, Heteborn, Wedderstedt et Radisleben) et réduit en taille par ses communes d'Allrode et Timmenrode (à l'arrondissement de Wernigerode).
Lors de la second réforme des arrondissements du 1er juillet 2007, l'arrondissement de Quedlinbourg est fusionné avec le nouveau arrondissement de Harz.
L'arrondissement finance les institutions culturelles existantes :
- Théâtre de la fédération des villes du nord du Harz (de) (avec les villes de Quedlinbourg et Halberstadt et l'arrondissement d'Halberstadt)
- Galerie Lyonel-Feininger (de) à Quedlinbourg
- Bibliothèque d'arrondissement de Quedlinbourg

## Évolution de la démographie
Le périmètre de l'arrondissement change en 1911, 1950, 1952 et 1994.
| Année | Habitants | Source |
| ----- | --------- | ------ |
| 1910  | 72 966    | [ 7 ]  |
|       |           |        |
| 1925  | 47 844    | [ 7 ]  |
| 1933  | 46 540    | [ 7 ]  |
| 1939  | 46 578    | [ 7 ]  |
|       |           |        |
| 1946  | 63 886    | [ 8 ]  |
| 1955  | 105 800   | [ 7 ]  |
| 1960  | 99 326    | [ 7 ]  |
| 1971  | 96 148    | [ 9 ]  |
| 1981  | 89 724    | [ 9 ]  |
| 1990  | 86 400    | [ 10 ] |
|       |           |        |
| 2000  | 78 800    | [ 10 ] |
| 2007  | 71 429    | [ 11 ] |

## Politique

### Administrateurs de l'arrondissement
- 1816–1823 Gotthelf Schmaling
- 1823–1864 Carl Weyhe (de)
- 1864–1903 Otto Stielow (de)
- 1903–1917 Georg von Jacobi
- 1917–1919 Karl Vollrad von Doetinchem de Rande
- 1919–1926 Hermann Müller
- 1926–1932 Paul Runge (de) (SPD)
- 1932–1933 Claus
- 1933–1934 Philipp Harte
- 1934–1939 Horst Naudé (de)
- 1939–0000 Franke
- 1942–1945 Albert Rudolph (de)

Les administrateurs de l'arrondissement après le changement politique de 1989 sont :
- 199000000 Wolfgang Hoßbach (de) (SPD)
- 1990–1994 Detlef Mahlo (CDU)
- 1994–2000 Dieter Zehnpfund (SPD)
- 2000–2007 Wolfram Kullik (SPD)
- 200700000 Martin Skiebe (de) (sans étiquette)

## Villes et communes avant 1950
En 1945, l'arrondissement de Quedlinbourg comprend deux villes et 22 autres communes : 
| - Cochstedt, ville - Ditfurt - Friedrichsaue - Friedrichsbrunn - Gatersleben - Groß Schierstedt - Hausneindorf - Hedersleben - Königsaue - Nachterstedt - Neinstedt - Preußisch Börnecke | - Schadeleben - Schneidlingen - Stecklenberg - Suderode - Thale, ville - Warnstedt - Weddersleben - Wedderstedt - Westdorf - Westerhausen - Wilsleben - Winningen |

## Villes et communes 1990-2007

### Découpage administratif en 2007
(population au 31 décembre 2006)
Communes unifiées
1. Quedlinbourg, ville (22 185)

Communes administratives avec leurs communes membres
Siège de la commune administrative*
| - 1. Commune administrative de Ballenstedt/Bode-Selke-Aue (de) 1. Ballenstedt, ville * (7 802) 2. Ditfurt (1 803) 3. Hausneindorf (819) 4. Hedersleben (1 675) 5. Heteborn (383) 6. Radisleben (469) 7. Wedderstedt (449) - 2. Commune administrative de Gernrode/Harz (de) 1. Bad Suderode (1 858) 2. Friedrichsbrunn (1 038) 3. Gernrode, ville * (3 897) 4. Rieder (1 924) 5. Stecklenberg (663) | - 3. Commune administrative de Thale (de) 1. Neinstedt (1 949) 2. Thale, ville * (12 432) 3. Weddersleben (1 072) 4. Westerhausen (2 151) - 4. Commune administrative du Bas-Harz (de) 1. Dankerode (809) 2. Guntersberge, ville (916) 3. Harzgerode, ville * (4 276) 4. Königerode (812) 5. Neudorf (676) 6. Schielo (571) 7. Siptenfelde (605) 8. Straßberg (777) |